# Gönnersdorf
Gönnersdorf é um município da Alemanha localizada no distrito de Ahrweiler, na associação municipal de Verbandsgemeinde Bad Breisig, no estado da Renânia-Palatinado.